# Janji Raja (Sitio-Tio)
Janji Raja is een bestuurslaag in het regentschap Samosir van de provincie Noord-Sumatra, Indonesië. Janji Raja telt 1034 inwoners (volkstelling 2010).